# Shima Niavarani
Shima Niavarani (Perzisch: شیما نیاورانی) (Teheran, 7 juli 1985) is een Zweeds film-, televisie- en theateractrice, toneelschrijver, regisseur, zangeres en songwriter. 

## Biografie
Shima Niavarani werd geboren in 1985 in Teheran, de hoofdstad van Iran, te midden van de Iraakse bombardementen in de oorlog tussen Iran en Irak. Drie jaar later vluchtte het gezin via Turkije en Zwitserland, om  uiteindelijk in Zweden te belanden in een vluchtelingenkamp in Jämtland. Ze woonde een tijdje in Örnsköldsviken en verhuisde daarna naar Upplands Väsby.

### Theater
Niavarani brak in 2005 op 19-jarige leeftijd door met de zelfgeschreven monoloog Autodidakt i enmansakt die ze regisseerde maar ook acteerde en zorgde voor scenografie, muziek, kostuums en verlichting. Ze toerde meer dan een jaar met de show en behaalde verschillende prijzen. Niavarani speelde in verschillende grote Zweedse theaters zoals het Dramaten, het Stockholms stadsteater, het Södra Teatern, het Radioteatern en het Riksteatern. Ze won verschillende prijzen, zoals de Bernadotte Art Awards en de Stockholm Stads Hederspris voor haar theaterrollen waaronder Jonas Hassen Khemiris Jag ringer mina bröder waarin ze  samen met haar broer Shebly Niavarani speelde en Apatiska för nybörjare. Op het podium trad ze tijdens de show "Stand up for Stockholm" op samen met de Britse komiek Eddie Izzard. In 2007 speelde Niavarani de hoofdrol van weduwe Queck in Bageriet van Bertold Brecht en in 2008 de hoofdrol van Hedvig in Tjuven van Göran Turnström in het Uppsala stadsteater. In het theaterjaaroverzicht van het nieuwsblad Dagens Nyheter werd ze vernoemd voor haar memorabele rol in Drottning Kristina. In november 2009 schreef en regisseerde Niavarani de musical Shima Niavarani är en Übermensch in het Södra Teatern, en won met deze voorstelling de wedstrijd "Puls på Sverige" voor innovatief drama. In 2010 werd het stuk gespeeld op het grote podium van Dramaten, gefilmd voor SVT en uitgezonden in oktober op SVT2.

### Film, televisie en radio
Shima Niavarani speelde ook in films en televisieseries, onder andere een van de hoofdrollen in Simon Stara's speelfilm Kärlekens krigare in 2009. Van het dagblad Dagens Nyheter ontving ze de prijs "Een van de filmsterren van morgen". Ze had een aantal komische rollen en ook enkele  dramatische producties voor de radio. In augustus 2012 was ze een zomerpresentator op de Zweedse radio P1. Op 22 juli 2014 nam Niavarani deel aan Allsång på Skansen en zong twee liedjes, waarvan één door haar zelf geschreven liedje "Shimmy Shimmy Shimmy Shine".
In 2015 trad ze op in de komische serie Boy Machine die op TV4 werd uitgezonden en datzelfde jaar presenteerde ze de show Filmkväll med Shima op SVT. Niavarani  speelde de hoofdrol in de film She's Wild Again Tonight die op 12 november 2015 in première ging. Voor deze rol werd ze in 2016 genomineerd voor de Guldbagge voor beste vrouwelijke hoofdrol.

## Filmografie (selectie)
- 2017: Moving Sweden 2060 (tv-film)
- 2016: Hundraettåringen som smet från notan och försvann
- 2016: Selmas saga (tv-serie, Julkalender)
- 2015: En annan tid Ett annat liv
- 2015: Boy Machine (tv-serie)
- 2015: She's Wild Again Tonight
- 2015: Tusen år till julafton (tv-serie, Julkalender)
- 2015: 30 grader i februari (tv-serie)
- 2014: Nånting måste gå sönder
- 2014: Krakel Spektakel
- 2014: Den fjärde mannen (tv-serie)
- 2013: Allt faller (tv-serie)
- 2012: Coacherna (tv-serie)
- 2012: Livet leker (tv-serie)
- 2010: Shima Niavarani är en Übermensch (theater en televisie)
- 2009: Kärlekens krigare
- 2009: Livet i Fagervik (tv-serie)

## Theater (selectie)
- 2016: Olive Neal in Bullets Over Broadway van Woody Allen
- 2014: Prosperine Garnett in Candida van Bernard Shaw (Kulturhuset Stadsteatern)
- 2013: Migrationsminister in Apatiska för nybörjare van Jonas Hassen Khemiri (Stockholms stadsteater)
- 2012:  Mira in Tjuvar van Dea Loher (Dramaten)
- 2008-2010: Shima Niavarani is an Übermensch (Södra Teatern, Dramaten, Uppsala stadsteater)
- 2009: koningin Kristina in Queen Kristina (Uppsala stadsteater)
- 2009: Soundtrack of your life van Radio Upplands lyssnare  (Uppsala stadsteater)
- 2008:  Gilda in Rigoletto van Verdi ([Uppsala stadsteater)
- 2008-2009:  Hedvig in Tjuven van Göran Tunström (Uppsala stadsteater)
- 2007: Fans van Fredrik Strage (rionteatern)
- 2006: Niobe Queck in Bageriet van  Bertolt Brecht (Orionteatern)
- 2004-2006: Autodidakt i enmanstakt (Riksteatern, Södra teatern)

## Prijzen en nominaties
De belangrijkste:
| Jaar | Prijs     | Categorie                  | Film                     | Uitslag     |
| ---- | --------- | -------------------------- | ------------------------ | ----------- |
| 2016 | Guldbagge | Beste vrouwelijke hoofdrol | She's Wild Again Tonight | Genomineerd |